# Ahmed Asmat Abdel-Megid
Ahmed Asmat Abdel-Meguid (en arabe: أحمد عصمت عبد المجيد), né le 22 mars 1923 à Alexandrie, et mort le 21 décembre 2013 au Caire, est un diplomate égyptien.

## Biographie
En 1944, il obtient une licence en droit de l'université d'Alexandrie. En 1947, il obtient son diplôme de droit. Un an plus tard, il est diplômé de la Faculté de droit de Paris en sciences économiques. En 1949, il obtient un autre diplôme en droit comparé et en sciences politiques. Il obtient son doctorat en droit international de la Faculté de droit de Paris en 1949.
D'abord ambassadeur de l'Égypte en France en 1970, il devient représentant de l'Égypte à l'ONU de 1972 à 1983. Il occupe aussi le poste de ministre des Affaires étrangères entre 1984 et 1991. Cette année-là, il est nommé secrétaire général de la Ligue arabe, succédant à Chedli Klibi, poste qu'il occupe jusqu'en 2001.

## Distinctions
- Grand-croix de l'ordre d'Isabelle la Catholique